# Cyrtopodion medogense
Cyrtopodion medogense este o specie de șopârle din genul Cyrtopodion, familia Gekkonidae, descrisă de Zun-Tian Zhao și Li 1987. Conform Catalogue of Life specia Cyrtopodion medogense nu are subspecii cunoscute.